# Um Homem muito Especial
Um Homem Muito Especial é uma telenovela brasileira produzida e exibida pela Band de 21 de julho de 1980 a 7 de fevereiro de 1981, em 137 capítulos, às 20h, substituindo O Todo Poderoso e sendo substituída por Rosa Baiana. Escrita por Rubens Ewald Filho até o capítulo 80 e, depois, por Consuelo de Castro, com colaboração de Jayme Camargo, sob direção de Antônio Abujamra e Atílio Riccó e direção geral de Walter Avancini. É uma continuação de Drácula, uma História de Amor, da TV Tupi, que teve apenas quatro capítulos exibidos antes da falência da emissora.
Contou com Rubens de Falco, Bruna Lombardi, Carlos Alberto Riccelli, Cleyde Yáconis, Cláudia Alencar, Isabel Ribeiro, Paulo Castelli e Sandra Barsotti nos papéis principais.

## Produção
No final de 1979 a TV Tupi começou a produzir Drácula, uma História de Amor, inspirado no  Conde Drácula, ideia de Walter Avancini após ele assistir um musical na Broadway. A novela, escrita por Rubens Ewald Filho, estreou em 28 de janeiro de 1980, porém só teve 4 capítulos exibidos antes de ser cancelada em meio à falência da Tupi, sendo este o último produto original da emissora. Avancini e Rubens fecharam um acordo com a Band para produzir a novela no canal, mudando de nome para Um Homem muito Especial.
A maior parte do elenco original assinou com a Band, embora alguns atores tenham seguido para outras emissoras e seus personagens passados para outros artistas: Luiz Carlos passou de Flávio Galvão para Herson Capri, Suzana passou de Annamaria Dias para Tereza Campos, Tonico passou de Serafim Gonzalez para Luiz Carlos de Moraes, Vera passou de Bárbara Fazio para Wilma de Aguiar e Padre Guedes passou de Elias Gleizer para Fábio Tomazini.
Paulo Goulart, o oráculo de Drácula, e Edson Celulari, o noivo de Mariana, assinaram com a Rede Globo e tiveram os personagens cortados, enquanto as beatas de Miriam Mehler e Lia de Aguiar foram cortadas por não terem real função na história.
Com as mudanças de elenco, os 4 capítulos da Tupi foram descartados e regravados na Band, tendo a maior parte das cenas externas feitas na própria Paranapiacaba, onde se passava a história. Outra mudança foi o nome da protagonista de Cecília para Mariana, pelo fato que Cecília era o nome da personagem principal de A Deusa Vencida, que a Band levava ao ar na mesma época.
Rubens Ewald Filho foi afastado da novela a partir do capitulo 80, uma vez que as excessivas cenas eróticas na novela estavam mal avaliadas pelo público, passando a autoria para Consuelo de Castro, que impôs um ritmo mais ágil e carregou nas maldades de Marta.
Bruna Lombardi e Carlos Alberto Riccelli foram demitidos da novela um mês antes do encerramento por faltarem uma semana inteira de gravações logo após o Ano Novo, deixando o elenco esperando vários dias, sendo que Cláudia Alencar foi alcança ao posto de par Rubens de Falco na reta final.
Um Homem muito Especial precede a mais lembrada Vamp como uma novela que inclui vampiros e o sobrenatural como tema.  A atriz Cleyde Yáconis (Marta) também faria parte de Vamp como Virgínia, a avó dos filhos do protagonista Jonas (Reginaldo Faria).

## Enredo
Na década de 1920, o Conde Drácula chega em Paranapiacaba, uma cidade quase sem sol e envolta em neblina, após descobrir pistas sobre o paradeiro de seu filho, sequestrado 25 anos antes pela ama Hannah para evitar que o bebê tivesse o mesmo destino monstruoso do pai. A cidade vive sob os desmandos da rica e autoritária Marta, cujo submisso filho, o prefeito Tonico, governa seguindo as ordens da mãe. É pai de Fernando, rapaz que não quer saber daquela hierarquia e sonha em estudar nos Estados Unidos, e Mariana, por quem Drácula se torna obsessivo ao perceber que ela é a reencarnação de um antigo amor, disputando-a com o motorista Rafael, que ele tenta matar sem saber que é seu filho.
A outra filha de Marta, Beatriz, envergonhou a família ao fugir com um homem pobre e, após a morte deste e sem dinheiro, voltou para casa para viver sob as humilhações da mãe, que também maltrata os netos Eduardo e Mira, moça invejosa que tenta prejudicar Mariana. Já Alcina nutre uma paixão secreta por Rafael e odeia Marta, que demitiu seu pai Honorato e coagiu todos na cidade a não lhe dar emprego. Ainda há a fofoqueira Iolanda, esposa do médico Chico, e o conturbado romance entre a moderna jornalista Suzana, que denuncia os desmandos de Marta, e Luiz Carlos, capataz da milionária.

## Elenco
| Ator/Atriz              | Personagem                          |
| ----------------------- | ----------------------------------- |
| Rubens de Falco         | Conde Drácula / Conde Vlad Vonstoff |
| Bruna Lombardi          | Mariana de Matos Lacerda            |
| Carlos Alberto Riccelli | Rafael Laranjeira                   |
| Cleyde Yáconis          | Marta de Matos Lacerda              |
| Cláudia Alencar         | Alcina Leite                        |
| Isabel Ribeiro          | Hannah Laranjeira                   |
| Paulo Castelli          | Fernando de Matos Lacerda           |
| Sandra Barsotti         | Mira de Matos Lacerda               |
| Luiz Carlos de Moraes   | Prefeito Tonico de Matos Lacerda    |
| Yara Lins               | Olívia de Matos Lacerda             |
| Arlete Montenegro       | Beatriz de Matos Lacerda            |
| Herson Capri            | Luiz Carlos                         |
| Tereza Campos           | Suzana                              |
| Emilio Di Biasi         | Mordomo Bóris                       |
| Wilma de Aguiar         | Vera Leite                          |
| Arnaldo Weiss           | Honorato Leite                      |
| Vic Militello           | Iolanda Monteiro                    |
| Henrique César          | Dr. Chico Monteiro                  |
| Giuseppe Oristanio      | Rômulo                              |
| Turíbio Ruiz            | Jonathan                            |
| Cuberos Neto            | Osmar                               |
| Daliléa Ayala           | Balbina                             |
| Fábio Tomazini          | Padre Guedes                        |
| Josmar Martins          | Francisco                           |
| Rosângela Beato         | Dália                               |
| Ricardo Hermanni        | Tadeu                               |
| Kátia Bonello           | Vânia                               |
| Matheus Carrieri        | Eduardo de Matos Lacerda (Dudu)     |
| Hilda Zerlotti          | Adriana Leite                       |

### Participações especiais
| Ator/Atriz  | Personagem     |
| ----------- | -------------- |
| Esther Góes | Nésfera (Nenê) |
| Sadi Cabral | Bispo Queiroz  |
| Linneu Dias | Dr. Dias       |

## Trilha sonora

### Trilha sonora nacional
- "Que Me Venha Este Homem" - Fafá de Belém
- "Doce Vampiro" - Ney Matogrosso
- "Seu Sabão" - Marina
- "Tango dos Músicos" - Raul Ellwanger
- "Cheirando a Amor" - Ângela Rô Rô
- "Eu e Você" - Mayra
- "Sem Essa" - Zezé Motta
- "O Plantador" - Quinteto Violado
- "Jacobina" - Nana
- "Está Difícil de Esquecer" - Tim Maia
- "Sex One" - Maria Odete
- "Bachianas Brasileiras N° 5" - Banda Bandeirantes

### Trilha Sonora Internacional
- "More Than I Can Say" - Leo Sayer
- "Who'll Be The Fool Tonight" - Larsen-Feiten Band
- "You're So Good For Me" - Neil Sedaka
- "Baloon" - Paris Group (tema de Beatriz)
- "I'll Change My Style" - George Thorogood
- "Begin The Beguine" - Enoch Light & The Light Brigade
- "Into The Night" - Benny Mardones
- "A House Is Not a Home" - Dinah Shore
- "Summertime" - Lena Horne
- "John Hardy" - George Thorogood
- "Song Of The Dove" - Do'A
- "Homeward Bound" - The September Strings

## Reprise
Foi reprisada entre 1 de maio de 1989 a 19 de janeiro de 1990, às 11h.